# Sylvain Ripoll
Pour les articles homonymes, voir Ripoll (homonymie).
Sylvain Ripoll, né le 15 août 1971 à Rennes (Ille-et-Vilaine), est un footballeur puis entraîneur français. Il joue au poste de milieu défensif ou d'arrière latéral droit du début des années 1990 au début des années 2000.
Formé au Stade rennais FC, il évolue ensuite au Mans UC avant de faire le reste de sa carrière professionnelle au FC Lorient. Reconverti entraîneur, il est de 2003 à 2014, l'entraîneur adjoint de Christian Gourcuff au sein de ce club. À son départ, il prend sa succession à ce poste jusqu'en octobre 2016. Il est entraîneur de l'équipe de France espoirs du 11 mai 2017 au 31 juillet 2023. Il est actuellement l'entraîneur de l'EA Guingamp.

## Biographie

### Carrière de joueur
Sylvain Ripoll commence le football au sein du Cercle Paul Bert Ginguené, club de la ville de Rennes, à l'âge de sept ans. En avril 1987 il fait partie de l'équipe de la Ligue de l'Ouest qui dispute la Coupe nationale des cadets. Repéré par le Stade rennais FC, il intègre en 1987 le centre de formation du Stade rennais FC qui vient d'ouvrir. En février 1989, alors titulaire indiscutable avec l'équipe réserve en Division 3, il est sélectionné en Equipe de France Juniors. Pouvant évoluer comme milieu de terrain ou arrière latéral droit, Sylvain Ripoll fait ses débuts en équipe première, le 17 octobre, lors de la 13e journée du championnat 1990-1991. Dans ce match disputé face au Stade Malherbe Caen et terminé sur le score d'un partout, il entre en jeu en remplacement de Cyril L'Helgouach. La saison suivante, il intègre définitivement l'équipe première et dispute vingt-trois rencontres de championnat. Relégué en division 2, son temps de jeu diminue lors de la saison 1993-1994 qui voit le Stade rennais retrouver la division 1. Il est alors prêté au Mans UC où il dispute toute la saison comme titulaire.
Il rejoint le FC Lorient en 1995. Avec son club, il est vice-champion de France de division 2 en 1998 et retrouve la division 1 pour une saison. De retour en division 2, il est de nouveau vice-champion de France en 2001 mais sa fin de saison est marquée par une blessure aux ligaments croisés du genou qui lui fait rater toute la saison suivante. Il retrouve les terrains lors du Trophée des champions et met fin à sa carrière en fin de saison 2003.

### Carrière d'entraîneur
Sylvain Ripoll devient alors entraîneur-adjoint de Christian Gourcuff, de retour au club, qui est « convaincu de la nécessité d’avoir un adjoint fidèle, en qui j’ai confiance ». Après le refus de Christian Gourcuff de prolonger, il est nommé 25 mai 2014 entraîneur du club. Le président du FCL dit en le nommant qu'« il est imprégné des valeurs du FC Lorient, c’est un adepte du beau football, avec, en plus, une mentalité de battant, de gagneur ». Il est démis de ses fonctions le 23 octobre 2016 après un mauvais début de saison.
Il est nommé sélectionneur de l'équipe de France espoirs le 11 mai 2017. Lors de l'Euro espoirs en 2019, Sylvain Ripoll a rappelé que son équipe avait eu 48h de moins de récupération que l’Espagne et avait "manqué de fraîcheur" en demi-finale (défaite 1-4), mais il a surtout reconnu que "la différence était trop importante" avec son adversaire.
Le 31 mai 2021, l’équipe de France espoirs s'incline, en quart de finale de l’Euro espoirs face aux Pays-Bas (2-1). Pourtant favoris de cette phase finale, les Bleuets quittent la compétition prématurément.
Giflée 4-0 par le Japon, l' équipe de France aux Jeux olympiques de 2021 sort en phases en poules du tournoi avec un bilan très décevant: deux défaites, une victoire et onze buts encaissés.
Pourtant favorite de la compétition l'équipe de France est éliminée par l'Ukraine dès les quarts de finale de l'Euro espoirs 2023 (défaite 3-1).
Le 31 juillet 2023, Sylvain Ripoll est écarté du poste d'entraîneur de l'équipe de France espoirs ; Thierry Henry lui succède.
Le 28 mai 2024, l’EA Guingamp (Ligue 2) lui confie le rôle d’entraîneur de l’équipe masculine.

## Palmarès
Sylvain Ripoll dispute 54 matches en division 1 et 238 rencontres pour 5 buts marqués en division 2. Avec son club formateur, le Stade rennais, il est vice-champion de France de division 2 en 1994. Avec le FC Lorient, il est de nouveau vice-champion de France de division 2 en 1998 et en 2001, il est également finaliste du Trophée des champions en 2002.
À titre personnel, il est nommé dans l'équipe type de Division 2 en 1998 aux Trophées UNFP.

## Statistiques
Le tableau ci-dessous résume les statistiques en match officiel de Sylvain Ripoll durant sa carrière de joueur professionnel,.
| Saison                | Club                  | Championnat           | Championnat | Championnat | Coupe nationale | Coupe nationale | Coupe de la Ligue | Coupe de la Ligue | Trophée des champions | Trophée des champions | Total | Total |
| Saison                | Club                  | Division              | M.          | B.          | M.              | B.              | M.                | B.                | M.                    | B.                    | M.    | B.    |
| 1990-1991             | Stade rennais FC      | Division 1            | 9           | 0           | 1               | 0               | -                 | -                 | -                     | -                     | 10    | 0     |
| 1991-1992             | Stade rennais FC      | Division 1            | 23          | 0           | 2               | 0               | -                 | -                 | -                     | -                     | 25    | 0     |
| 1992-1993             | Stade rennais FC      | Division 2            | 25          | 0           | 5               | 0               | -                 | -                 | -                     | -                     | 30    | 0     |
| 1993-1994             | Stade rennais FC      | Division 2            | 12          | 0           | -               | -               | -                 | -                 | -                     | -                     | 12    | 0     |
| 1994-1995             | Le Mans UC            | Division 2            | 30          | 1           | 1               | 0               | 2                 | 0                 | -                     | -                     | 33    | 1     |
| 1995-1996             | FC Lorient            | Division 2            | 39          | 0           | -               | -               | 2                 | 0                 | -                     | -                     | 41    | 0     |
| 1996-1997             | FC Lorient            | Division 2            | 36          | 0           | 1               | 0               | 2                 | 0                 | -                     | -                     | 39    | 0     |
| 1997-1998             | FC Lorient            | Division 2            | 37          | 0           | 2               | 0               | 2                 | 0                 | -                     | -                     | 41    | 0     |
| 1998-1999             | FC Lorient            | Division 1            | 22          | 0           | 1               | 0               | 1                 | 0                 | -                     | -                     | 24    | 0     |
| 1999-2000             | FC Lorient            | Division 2            | 27          | 2           | -               | -               | 1                 | 0                 | -                     | -                     | 28    | 2     |
| 2000-2001             | FC Lorient            | Division 2            | 26          | 2           | -               | -               | 1                 | 0                 | -                     | -                     | 27    | 2     |
| 2001-2002             | FC Lorient            | Division 1            | -           | -           | -               | -               | -                 | -                 | -                     | -                     | 0     | 0     |
| 2002-2003             | FC Lorient            | Ligue 2               | 6           | 0           | -               | -               | -                 | -                 | 1                     | 0                     | 7     | 0     |
| Total sur la carrière | Total sur la carrière | Total sur la carrière | 292         | 5           | 13              | 0               | 11                | 0                 | 1                     | 0                     | 317   | 5     |